# Matriz de Hilbert
En álgebra lineal, una Matriz de Hilbert es una matriz cuadrada cuyos campos constituyen una fracción de la unidad.
{\displaystyle H_{ij}={\frac {1}{i+j-1}},\ \ \ i,j=1...n}
Por ejemplo, esta sería una matriz de Hilbert de 5 × 5:
{\displaystyle M={\begin{bmatrix}1&{\frac {1}{2}}&{\frac {1}{3}}&{\frac {1}{4}}&{\frac {1}{5}}\\[4pt]{\frac {1}{2}}&{\frac {1}{3}}&{\frac {1}{4}}&{\frac {1}{5}}&{\frac {1}{6}}\\[4pt]{\frac {1}{3}}&{\frac {1}{4}}&{\frac {1}{5}}&{\frac {1}{6}}&{\frac {1}{7}}\\[4pt]{\frac {1}{4}}&{\frac {1}{5}}&{\frac {1}{6}}&{\frac {1}{7}}&{\frac {1}{8}}\\[4pt]{\frac {1}{5}}&{\frac {1}{6}}&{\frac {1}{7}}&{\frac {1}{8}}&{\frac {1}{9}}\end{bmatrix}}.}
La matriz de Hilbert se puede obtener a partir de la integral 
{\displaystyle H_{ij}=\int _{0}^{1}x^{i+j-2}\,dx,}
es decir, una Matriz de Gram para potencias de x. Representa la aproximación de mínimos cuadrados a funciones arbitrarias por polinomios.
Las matrices de Hilbert son ejemplos de matrices mal condicionadas, lo que las hace notoriamente difícil su uso en cálculo numérico. Por ejemplo, el número de condición de la matriz mostrada anteriormente es aproximadamente 4.8 · 105.